# Renato Cesarini
Renato Cesarini (* 11. April 1906 in Senigallia, Königreich Italien; † 24. März 1969 in Buenos Aires, Argentinien) war ein argentinisch-italienischer Fußballspieler und -trainer.
Einige Monate nach seiner Geburt wanderte seine Familie nach Argentinien aus. In einige Biografien wird deshalb auch Buenos Aires als sein Geburtsort angegeben.
Renato Cesarini war ein berühmter Vertreter der Oriundi, einer Generation von Spielern mit italienischen Vorfahren, die im Ausland aufwuchsen, später in ihre alte Heimat zurückkehrten und auch für die dortige Nationalmannschaft spielten. Während seiner aktiven Laufbahn spielte er als offensiver Flügelspieler, seine Stärken waren seine großartige Technik und seine intuitive Spielintelligenz.
Cesarini starb am 24. März 1969 im Alter von 62 Jahren nach kurzer Krankheit in Buenos Aires.

## Spielerkarriere

### Im Verein
Renato Cesarini begann seine Karriere bei Borgata Palermo, einem Verein aus Stadtviertel Palermo, in dem er wohnte, in Buenos Aires. Im Jahr 1925 stieg er mit den Chacarita Juniors in die erste Liga auf. Ein Jahr später wechselte er zu Alvear, danach spielte er 1929 für kurze Zeit für Ferrocarril und wiederum für Chacarita.
Im Jahr 1929 wurde Renato Cesarini von Juventus Turin verpflichtet, für die er am 23. März 1930 beim 2:2 gegen die SSC Neapel sein Serie-A-Debüt feierte. Er absolvierte in der Saison 1929/30, der ersten Serie-A-Spielzeit überhaupt, 16 Spiele für Juve und schoss dabei zehn Tore. In der Saison 1930/31 gewann er mit Juventus seine erste von insgesamt fünf italienischen Meisterschaften und steuerte neun Tore bei. In den folgenden Jahren war er Stammspieler in der legendären Mannschaft des Quinquennio d’Oro, die unter Trainer Carlo Carcano zwischen 1931 und Saison 1935 fünf Meisterschaften in Folge gewann. Insgesamt absolvierte er 147 Partien für Juve und erzielte dabei 53 Tore.
Auf Grund seines rebellischen Charakters und seiner Extrovertiertheit ist er bis heute wohl einer der atypischsten Spieler in der Geschichte von Juventus Turin, die bis heute großen Wert auf Seriosität und Anpassung bei ihren Spielern legen. Im Sommer 1935 ging er zurück nach Argentinien, erst zu den Chacarita Juniors, später zu River Plate, mit denen er 1936 und 1937 die argentinische Meisterschaft gewann.
Cesarini beendete seine aktive Laufbahn Ende der 1930er Jahre.

### In der Nationalmannschaft
Renato Cesarini absolvierte zuerst für Argentinien zwei Länderspiele, in denen ihm ein Tor gelang. Sein Debüt gab er am 29. Mai 1926.
Später spielte er dann für Italien. Er debütierte am 25. Januar 1931 unter Vittorio Pozzo in der Squadra Azzurra im Spiel gegen Frankreich. Die Partie endete mit 5:0 und Cesarini erzielte auf Anhieb seinen ersten Länderspieltreffer. Am 13. Dezember 1931 schoss er gegen Ungarn in der letzten Minute des Spiels das Siegtor zum 3:2. Da er zuvor schon in einigen Meisterschaftsspielen kurz vor Schluss getroffen hatte, sprach der Reporter von der Zona Cesarini. Dieser Ausdruck wird in Italien auch heute noch für Torerfolge in den letzten Spielminuten eines Spiels gebraucht.
Zwischen 1931 und 1932 war Cesarini Stammspieler in der italienischen Nationalmannschaft. Eine Verletzung und sein späterer Wechsel nach Argentinien setzten seiner Nationalmannschaftskarriere jedoch früh ein Ende. Am 11. Februar 1934 beim 2:4 gegen Österreich absolvierte er sein letztes Länderspiel. Insgesamt spielte Cesarini elfmal für Italien und erzielte dabei drei Tore.

## Trainerkarriere
Nach seinem Karriereende baute Renato Cesarini die legendäre Jugendabteilung von River Plate mit auf. Sein Fußballstil gilt heute noch als einer der am besten organisierten der Welt. Bei River brachte er u. a. Größen wie Omar Sívori hervor. Später war er auch Trainer von River Plate und führte die Mannschaft zu zwei Meisterschaften. Sein legendäres Team dieser Zeit ist heute noch als La Maquina bekannt.
Cesarini arbeitete in Argentinien später noch bei Banfield (1949), den Boca Juniors (1950) und in der Jugendabteilung von River Plate (1950–1958) als Trainer.
Zwischen 1946 und 1948 sowie von 1959 bis 1961 war Cesarini Cheftrainer von Juventus Turin. In seiner zweiten Amtszeit bei Juve führte er die Mannschaft 1959/60 und 1960/61 zur italienischen Meisterschaft sowie 1959/60 zum Gewinn der Coppa Italia. Mindestens im Jahr 1966 wirkte er erneut als Trainer River Plates und stieß mit den Argentiniern ins Finale der Copa Libertadores 1966 vor.
Von 1967 bis 1968 arbeitete Renato Cesarini als Nationaltrainer Argentiniens.

## Erfolge

### Als Spieler
- Italienische Meisterschaft: 1930/31, 1931/32, 1932/33, 1933/34, 1934/35
- Europapokal der Nationalmannschaften: 1933–1935
- Argentinische Meisterschaft: 1936, 1937

### Als Trainer
- Italienische Meisterschaft: 1959/60, 1960/61
- Coppa Italia: 1959/60
- Argentinische Meisterschaft: 1941, 1942